# Çorlulu Damat Ali Pascià
Çorlulu Damat Ali Pascià (Çorlu, c. 1670 – Lesbo, dicembre 1711) è stato un politico ottomano.
Fu un gran visir ottomano che ha ricoperto la carica dal 1706 al 1710.

## Biografia

### Primi anni
Come indica il suo nome, Ali nacque a Çorlu nel 1670 circa, figlio di un contadino o di un barbiere. Il suo bell'aspetto e la sua intelligenza lo portarono ad essere adottato da un membro della corte del Sultano Ahmed II (r. 1691-1695). Questo gli aprì la strada verso la Scuola del Palazzo Galata, e alla fine a prendere servizion nell'Enderûn (la parte privata del palazzo stesso). Ali fece carriera rapidamente, passando da essere un seferli oda a Silahdar Agha (capo portatore di spade) sotto Mustafa II (r. 1695-1703).
Come Silahdar Agha, Çorlulu Ali fece progredire considerevolmente la posizione e il potere del suo ufficio: dal Kizlar Agha assunse il ruolo di intermediario tra il Gran Visir e il Sultano, e dal Kapi Agha prese il controllo dei paggi di palazzo, gli Icoglani (in turco iç oğlan). Ali fu anche incaricato di riordinare la gerarchia dell'intero Servizio Interno.
All'inizio della rivolta nota come l'Incidente di Edirne nel 1703, fu destituito a causa degli intrighi del Gran Visir Rami Mehmed Pascià e dell'influente Sheikh ul-Islam, Hacı Feyzullah Efendi, sebbene avesse acquisito il grado di visir. Tuttavia, dopo la destituzione di  Mustafa II, il sultano Ahmed III (r. 1703-1730) nominò Çorlulu Ali come "visir della cupola" (kubbe vezir, cioè, un membro del Dîvân-i humâyûn o consiglio imperiale). Fu per un breve periodo nominato beilerbei (governatore generale) di Tripoli (nel moderno Libano) nel 1704, ma tornò presto a Istanbul e riprese la sua posizione di "visir della cupola".

### Gran visierato
Nel maggio 1706, fu nominato Gran Visir. Secondo l'Encyclopaedia of Islam, egli fu "il primo gran visir competente del regno", e godette di grande favore presso il sultano, che nel 1708 gli diede in sposa sua nipote Emine Sultan (una figlia di Mustafa II). Così Ali ottenne il titolo di damat ("sposo") della dinastia ottomana.
Come Gran Visir, Çorlulu Ali prestò particolare attenzione alla rettifica degli abusi nell'esercito ottomano, al contenimento del bilancio statale e al miglioramento della marina ottomana e dell'Arsenale Imperiale. Allo stesso tempo, però, si oppose fortemente ad entrare in qualsiasi conflitto per il momento. Così fu accusato di aver perso le opportunità presentate dalla Guerra di successione spagnola, che attirò l'attenzione delle potenze dell'Europa occidentale, per riconquistare la Morea dalla Repubblica di Venezia, così come di controllare la crescente minaccia di Pietro il Grande durante l'invasione della Russia di Carlo XII di Svezia nella Grande Guerra del Nord. Infatti, dopo la sua sconfitta nella battaglia di Poltava, Carlo XII si rifiutò di trattare con Çorlulu Ali, poiché credeva che gli fosse stata promessa un'assistenza da parte del Khanato di Crimea, un vassallo ottomano, che non si era mai concretizzata.
Le cose giunsero ad un punto critico quando Carlo XII cercò rifugio nei territori ottomani, Pietro il Grande cercò di seguirlo, e Carlo convinse il governo ottomano a dichiarare guerra alla Russia. Ali Pascià non fu in grado di seguire una politica coerente, e l'ambasciatore svedese lo accusò di accettare tangenti dai russi.
Avendo perso la fiducia del sultano, Ali fu destituito nel giugno 1710 e inviato a governare Kefe (Feodosia) in Crimea. Ma prima che potesse raggiungere il suo nuovo ufficio, il sultano cambiò idea ed esiliò Ali Pascià nell'isola di Lesbo (nell'odierna Grecia), dove fu poi giustiziato nel dicembre 1711.

## Costruzioni
Çorlulu Ali eresse un certo numero di monumenti, tra cui una scuola e una fontana a Çorlu, e due moschee del venerdì a Istanbul: una all'Arsenale Imperiale, e una al quartiere Çarşıkapi, dove si trova la sua tomba.